# Юмис

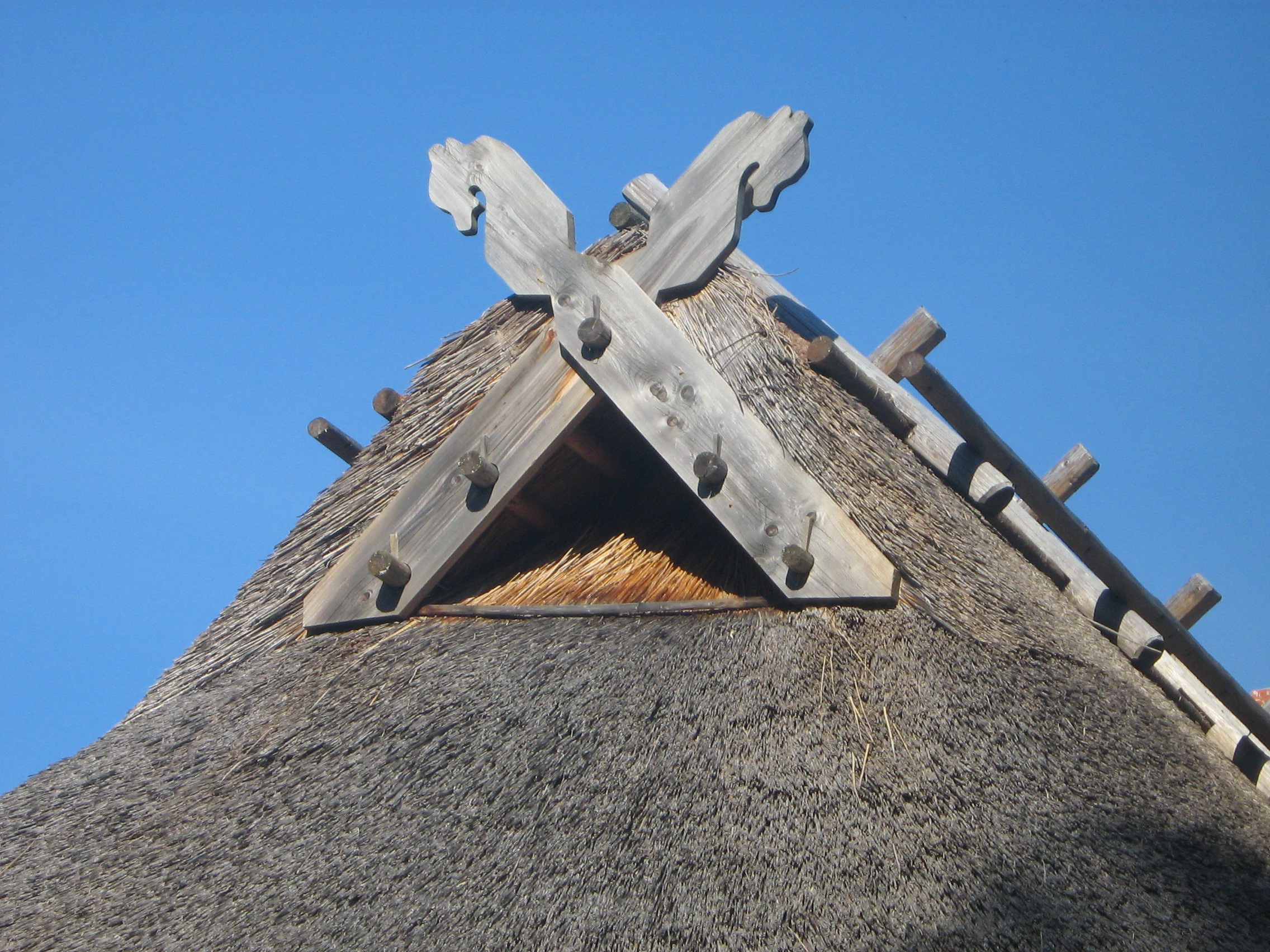
Юмис

Юмис (латыш. Jumis «сросшийся плод», «колос-двойчатка») — в латышской мифологии дух или бог зерна, божество урожая. Изображение Юмиса стало символом плодородия.

## История
Это мифологическое существо чествовали во время осеннего праздника урожая — приносили Юмису пожертвования.